# Joachim Appel
Joachim Appel (* 22. März 1967 in Sonthofen; † 14. Januar 2022 in Mannheim) war ein deutscher Eishockeytorwart, der in der 1. Bundesliga beim BSC Preussen und dem Mannheimer ERC sowie in der DEL bei den Adler Mannheim, den Frankfurt Lions, den Kassel Huskies sowie den Hamburg Freezers auf dem Eis stand und auch unter dem Namen Bibi Appel bekannt war.

## Spielerkarriere
Der 1,82 m große Linksfänger begann seine Karriere in der Saison 1985/86 beim ERC Sonthofen in der 2. Bundesliga, 1989 wechselte er in die Erste Liga zum BSC Preussen, für die er in zwei Spielzeiten 197 Partien bestritt. In der letzten Saison in der Geschichte der 1. Bundesliga als höchste deutsche Eishockeyspielklasse stand Joachim Appel für den Mannheimer ERC auf dem Eis, für deren DEL-Team Adler Mannheim er auch nach der Gründung der Deutschen Eishockey Liga bis 1997 zwischen den Pfosten stand. 1997 wurde er mit dieser Mannschaft auch Deutscher Eishockeymeister.
Nach zwei Jahren in der zweithöchsten Spielklasse beim EV Weiden (1997/98) und EC Bad Nauheim (1998/99) unterschrieb Appel einen Vertrag bei den Frankfurt Lions, für die er 11 Partien absolvierte. Seine vorerst letzte DEL-Saison bestritt der Torhüter 2000/01 für die Kassel Huskies, von denen er in die 2. Liga zum EC Bad Nauheim wechselte. Nach weiteren zwei Jahren in der Oberliga beim ERC Haßfurt kehrte Appel nach der Spielbetriebeinstellung wegen Insolvenz in Haßfurt im November 2004 noch einmal in die DEL zu den Hamburg Freezers zurück, bevor er seine Karriere im Alter von 38 Jahren beendete.

## Erfolge und Auszeichnungen
- 1997 Deutscher Meister mit den Adler Mannheim

## Karrierestatistik
(Legende zur Spielerstatistik: Sp oder GP = absolvierte Spiele; T oder G = erzielte Tore; V oder A = erzielte Assists; Pkt oder Pts = erzielte Scorerpunkte; SM oder PIM = erhaltene Strafminuten; +/− = Plus/Minus-Bilanz; PP = erzielte Überzahltore; SH = erzielte Unterzahltore; GW = erzielte Siegtore; 1 Play-downs/Relegation; Kursiv: Statistik nicht vollständig)